# Nokia Lumia 510
Nokia Lumia 510  — смартфон, що виготовлений компанією Nokia та був анонсований 23 жовтня 2012 року. Працює під управлінням операційної системи Windows Phone 7.5.

## Windows Phone 8
Microsoft оголосила, що Windows Phone 8 не буде доступна для існуючих телефонів, що працюють на Windows Phone 7.5 (у тому числі Lumia 510), оскільки її робота залежить від наявності певних технічних характеристик, наприклад: NFC, microSD, підтримка двоядерних процесорів, але їм будуть доступні деякі можливості нової операційної системи: багатозадачність, нові мапи, Internet Explorer 10, встановлений Skype, новий стартовий екран. Оновлення буде називатись Windows Phone 7.8 (Windows Phone 7 до Windows Phone 8).

## Продажі
Продаватись смартфон почне у листопаді у таких країнах і регіонах: Індія, Китай, Південна Америка й Азія.

## Відео
1. Нова Nokia Lumia 510, наша найбільш доступний смартфон із серії Lumia [Архівовано 26 жовтня 2012 у Wayback Machine.] від Nokia (англ.)
2. Швидкий огляд Nokia Lumia 510 [Архівовано 31 жовтня 2012 у Wayback Machine.] (англ.)